# Lost Lagoon
Lost Lagoon är en sjö i Kanada.   Den ligger i provinsen British Columbia, i den sydvästra delen av landet, 3 500 km väster om huvudstaden Ottawa. Lost Lagoon ligger 1 meter över havet. Arean är 0,17 kvadratkilometer.Den sträcker sig 0,5 kilometer i nord-sydlig riktning, och 0,7 kilometer i öst-västlig riktning.
Runt Lost Lagoon är det i huvudsak tätbebyggt. Runt Lost Lagoon är det mycket tätbefolkat, med 4 842 invånare per kvadratkilometer.